# Volocopter GmbH
Volocopter GmbH är en tysk tillverkare av luftfarkoster, baserad i Bruchsal i Baden-Württemberg. Företaget grundades av Alexander Zosel och Stephan Wolf. Det är inriktat mot utveckling av små elektriskt drivna multirotor-farkoster, avsedda att fungera som flygtaxi.
Den tvåsitsiga Volocopter 2X började utvecklas 2013 och började serietillverkas 2018 av den tyska segelflygplanstillverkaren DG Flugzeugbau.